# Велес (община)
Вижте пояснителната страница за други значения на Велес.
Велес (на македонска литературна норма: Општина Велес) е община, разположена в централната част на Северна Македония. През общината тече река Вардар и минават международният път Е-75 и международната жп линия към Солун. Център на общината е град Велес. Химн на общината е песента „Болен ми лежи Миле Попйорданов“.

## Структура на населението
Според преброяването от 2002 година община Велес има 55 108 жители.
| Етническа принадлежност | Процент | Брой   |
| македонци               | 84,86%  | 46 767 |
| албанци                 | 4,17%   | 2299   |
| турци                   | 3,13%   | 1724   |
| роми                    | 1,45%   | 800    |
| власи                   | 0,62%   | 343    |
| сърби                   | 0,98%   | 540    |
| бошняци                 | 4,37%   | 2406   |
| други                   | 0,42%   | 229    |

Община Велес обхваща площ от 427,45 km2 и има гъстота на населението от 128,92 жители на km2. В общината влизат град Велес и 28 села.